# قائمة مواقع التراث العالمي في الجزائر

مواقع التراث العالمي هي معالم تقوم لجنة التراث العالمي في اليونسكو بترشيحها ليتم إدراجها ضمن برنامج مواقع التراث الإنساني العالمي الذي تديره اليونسكو. هذه القائمة تنقسم إلى «قائمة رئيسية» وقائمة إرشادية مؤقتة، (بالإنجليزية Tentative List)، وهي عملية جرد لخصائص موقع ما لكل دولة على حدى التي تعتزم كل دولة طرف أن تنظر في ترشيحها. وهي خطوة ضرورية لولوج اللائحة الرسمية لمواقع التراث العالمي حسب اليونسكو، يتم المصادقة عليها من طرف لجنة التراث العالمي.
و هذه المعالم التي تنضم إلى قائمة التراث العالمي قد تكون طبيعية، كالغابات وسلاسل الجبال، وقد تكون من صنع بشري، كالفنون والمعالم المعمارية من جسور أو سدود ومدن وغيرها، وقد تجمع بين الاثنين أي بين المقياس الطبيعي والبشري، كما تضم التراث المادي واللامادي ذو الصبغة الثقافية بالأساس، وقد عملت منظمة اليونسكو وجميع المنظمات المهتمة التي تحمل هموم الحضارة الإنسانية وتراثها على التوعية بضرورة الحفاظ على الإرث الإنساني القديم، من خلال بناء خارطة طريق لحمايته بنص اتفاقية حماية التراث الثقافي غير المادي.
وقد سجّل للجزائر سبعة مواقع قي القائمة الرئيسية للائحة التراث العالمي - لليونسكو في الجزائر، وستة مواقع في القائمة الارشادية المؤقتة لمواقع التراث العالمي.

## لمحة تاريخية
أقر المؤتمر العام لليونسكو في دورته السابعة عشرة بباريس في ال 16 عشر من نوفمبر 1972 إتفاقية حماية التراث العالمي الثقافي والطبيعي. تسعى هذه الاتفاقية على المحافظة للإنسانية وللأجيال القادمة على الشهادات الطبيعية والثقافية التي لها قيمة عالمية واستثنائية.
وقد صادقت الجزائر على هذه الإتفاقية وانتخبت عضوا في لجنة التراث العالمي في السابع من نوفمبر سنة 2011.
وقد سجل للجزائر العديد من المواقع في لائحة التراث العالمي بين الثقافي بالأساس والمختلط (ثقافي/طبيعي) ثم نقاط ضمن لائحة التراث العالمي اللامادي.

### عملية الترشيح
انطلاقا من إعداد القائمة المؤقتة واختيار ممتلكات مدرجة فيها، يمكن للدولة الطرف التخطيط لاختيار الوقت المناسب لتقديم ملف الترشيح لكل ممتلك من الملمتلكات المعنية.
تضع منظمة اليونسكو 10 معايير لتقييم أي موقع تراثي، ويجب على الموقع المرشح أن يستوفي واحداً منها على الأقل، لتقييم إدراجه على القائمة بعد إعداد وقبول الملف وإدراجه أولاً ضمن القائمة الارشادية المؤقتة لمواقع التراث العالمي.

### معايير الاختيار
في عام 2005، تم تعديل معايير الترشيح للقائمة لتصبح مجموعة واحدة من عشرة معايير. المواقع المرشحة يجب أن تكون ذات «قيمة عالمية استثنائية» وتستوفى على الأقل واحداً من تلك المعايير العشرة.
قوانين اليونسكو لمعيار الإختيار تنص على أن أي معلم يتجاوز عمره مائة عام ذو قيمة عالمية استثنائية، يمكن أن يرشح لينظر في تقييمه للدخول ضمن لائحة التراث العالمي لمنظمة اليونسكو.

### القائمة الأصلية لمواقع التراث العالمي للجزائر
وهذه مواقع التراث الإنساني العالمي في الجزائر، على قائمة منظمة اليونسكو، مرتبة حسب تاريخ إدراجها كالتالي:
| الاسم         | الصورة | الموقع والإحداثيات                                           | معيار الإختيار    | الرقم | سنة التسجيل | الوصف |
| ------------- | ------ | ------------------------------------------------------------ | ----------------- | ----- | ----------- | --- |
| قلعة بني حماد |        | 34°03′40″N 04°58′40″W / 34.06111°N 4.97778°W                 | ثقافي             | 102   | 1980        | يعود تاريخ إنجاز وبناء قلعة بني حماد إلى سنة 1007 إلى 1008 م على يد حماد بن بلكين، وتعد أحد معالم الحضارة الإسلامية بالجزائر وامتدادا لدولة حماد بن بلكين.                           |
| طاسيلي ناجر   |        | ولاية إليزي وولاية تمنراست 26°20′N 5°00′E / 26.333°N 5.000°E | مختلط:ثقافي+طبيعي | 179   | 1982        | تتكون كهوف طاسيلي من صخور بركانية ورملية تعرف بـ "الغابات الحجرية". وتوجد الكهوف فوق هضبة مرتفعة يجاورها جرف عميق، وتحتوي جدران الكهوف على مجموعة من النقوش التي تعود لحضارة قديمة.  |
| وادي ميزاب    |        | ولاية غرداية 32°29′14″N 3°40′53″E / 32.48722°N 3.68139°E     | ثقافي             | 188   | 1982        | تأسس في القرن العاشر الميلادي على يد الأباظيين حول مبانيهم التي تم تصميمها بشكل هندسي معماري بسيط وعملي لتكون متكيّفة مع البيئة من حولها.                                             |
| جيميلة        |        | ولاية سطيف 36°18′N 5°44′E / 36.300°N 5.733°E                 | ثقافي             | 191   | 1982        | جميلة أو سويكول تقع على ارتفاع 900 م فوق سطح البحر، وتحتوي على ساحات وهياكل وكنائس وأقواس ومنازل على الطراز الروماني.                                                                |
| تيبازة        |        | ولاية تيبازة 36°35′N 2°26′E / 36.583°N 2.433°E               | ثقافي             | 193   | 1982        | مركز تجاري قديم، احتلّها الرومان ليجعلوها قاعدة إستراتيجية بغرض فتح الممالك الموريتانية. كما أنها تشمل عدداً من الآثار الفينيقية والرومانية والبيزنطية والمسيحية القديمة.              |
| تيمقاد        |        | ولاية باتنة 35°29′03″N 6°28′07″E / 35.484237°N 6.468666°E    | ثقافي             | 194   | 1982        | نشأت عام 100 م على يد الأمبراطور تراجان كمستوطنة عسكرية. لها فناء مربع وتصميمها قائم على الأعمدة التي يشرف عليها الكاردو والديكومانوس وهما الطريقان الرئيسيان اللذان يعبران المدينة. |
| قصبة الجزائر  |        | ولاية الجزائر 36°47′0″N 3°3′37″E / 36.78333°N 3.06028°E      | ثقافي             | 565   | 1982        | تشرف القصبة على الجزر الصغيرة حيث تمّ إنشاء مركز تجاري منذ القرن الرابع ق. م. وهي تضم بقايا قلعة ومساجد قديمة وقصور عثمانية، بالإضافة إلى بنية حضرية تقليدية.                         |

### القائمة الإرشادية التمهيدية لمواقع التراث العالمي في الجزائر
القائمة الارشادية المؤقتة لمواقع التراث العالمي، أو الإرشادية فقط

أو المؤقتة فقط، أوالقائمة التمهيدية أو قائمة الانتظار (بالإنجليزية Tentative List)، وهي جرد لخصائص موقع ما لكل دولة على حدى التي تعتزم كل دولة طرف أن تنظر في ترشيحها. وهي خطوة ضرورية لولوج اللائحة الرسمية لمواقع التراث العالمي حسب اليونسكو، يتم المصادقة عليها من طرف لجنة التراث العالمي.
وهذه القائمة الإرشادية التمهيدية لمواقع التراث العالمي في الجزائر مرتبة حسب تاريخ إدراج الموقع التراثي كالتالي:
| الاسم                                                                        | الصورة | الموقع              | التصنيف | رقم الإسناد | سنة التسجيل |
| ---------------------------------------------------------------------------- | ------ | ------------------- | ------- | ----------- | ----------- |
| الواحات التي تعتمد على الفقرات (قنوات الري) والقصور في العرق الغربي الكبير.  |        | العرق الغربي الكبير | ثقافي   | 1772        | 2002        |
| المواقع والطرق التي سلكها أوغسطينوس في المغرب الأوسط.                        |        | ولاية تبسة وعنابة   | ثقافي   | 1773        | 2002        |
| ندرومة وجبال طرارة.                                                          |        | ولاية تلمسان        | ثقافي   | 1774        | 2002        |
| واد سوف.                                                                     |        | الوادي              | ثقافي   | 1775        | 2002        |
| المدافن الملكية لنوميديا وموريطنية والآثار الجنائزية لما قبل الفتح الإسلامي. |        | ولاية تيبازة        | ثقافي   | 1776        | 2002        |
| منطقة الأوراس مراكز الواحات في تضاريس غوفي والقنطرة.                         |        | ولاية بسكرة         | مختلط   | 1777        | 2002        |

### قائمة اليونسكو للتراث الإنساني اللامادي في الجزائر
عرف تعريف مصطلح «التراث الثقافي » في مضمونه تغيراً كبيراً في العقود الأخيرة من لدن منظمة اليونسكو، ويرجع ذلك جزئياً إلى الصكوك التي وضعتها اليونسكو. ولا يقتصر التراث الثقافي على المعالم التاريخية ومجموعات القطع الفنية والأثرية، وإنما يشمل أيضا التقاليد أو أشكال التعبير الحية الموروثة من أسلافنا والتي تداولتها الأجيال الواحد تلو الآخر وصولاً إلينا، مثل التقاليد الشفهية، والفنون الاستعراضية، والممارسات الاجتماعية، والطقوس، والمناسبات الاحتفالية، والمعارف والممارسات المتعلقة بالطبيعة والكون، والمعارف والمهارات في إنتاج الصناعات الحرفية التقليدية.
يشكل التراث الثقافي غير المادي، بالرغم من طابعه الهش، عاملاً مهماً في الحفاظ على التنوع الثقافي في مواجهة العولمة المتزايدة. ففهم التراث الثقافي غير المادي
للمجتمعات المحلية المختلفة يساعد على الحوار بين الثقافات ويشجع على الاحترام المتبادل لطريقة عيش الآخر.
وأهمية التراث الثقافي غير المادي لا تكمن في تمظهره الثقافي بحد ذاته وإنما في المعارف والمهارات الغنية التي تنقل عبره من جيل إلى آخر. والقيمة الاجتماعية والاقتصادية التي ينطوي عليها هذا النقل.
وتضم الجزائر إلى حدود معطيات اليونسكو لسنة 2015 خمسة نقاط ضمن التراث الإنساني اللامادي، وهي مرتبة على التوالي في هذه القائمة حسب أقدمية المصادقة على ملفها من طرف لجنة اليونسكو:
| الاسم                                                             | الصورة | الموقع والإحداثيات                                                     | الرقم | سنة التسجيل | الوصف |
| ----------------------------------------------------------------- | ------ | ---------------------------------------------------------------------- | ----- | ----------- | --- |
| أهليل قورارة التقليدي والعادات المرتبطة به                        |        | منطقة قورارة، ولاية أدرار. 27°52′50″N 0°17′50″W / 27.88056°N 0.29722°W | 00121 | 2008        | أهليل قورارة: يكتب أيضا"أهليل غرارة": هو تراث شعري وغنائي من منطقة قورارة الواحية الجزائرية التي تبعد عن العاصمة باتجاه الجنوب الغربي بحوالي ألف كلم. كان هذا النوع من الغناء منتشرا في منطقة تميمون وما جاورها، منذ القديم، وكان يعرف قبل الإسلام باسم أزنون ليحمل بعده الاسم الحالي أهليل. ويرى البعض أن هذه التسمية مشتقة من "أهل الليل" باعتبار أن هذا الغناء يؤدى في الليل، بينما ربطها البعض الآخر بالهلال، ويذهب آخرون إلى أن الكلمة جاءت من التهليل لله ومن عبارة "لا إله إلا الله". والأهليل هو عبارة عن نوع من الغناء الموروث بالصحراء الجزائرية. تتناول كلماته المغناة سير الصحابة والأولياء الصالحين وهو ما جعل أحد المختصين يعتبره من الغناء الصوفي المستلهم من الطريقتين "التيجانية" و"القادرية" المنتشرتين في الجزائر ومنطقة المغرب العربي. |
| الزاوية الشيخية والمراسيم المتعلقة بها                            |        | بلدية الأبيض سيدي الشيخ. 32°53′55″N 0°32′22″W / 32.898615°N 0.53936°W  | 00660 | 2008        | تم تصنبف العادات الصوفية المتعلقة بالزاوية الشيخية ضمن قائمة "روائع التراث الشفهي اللامادي للإنسانية" في الجزائر بعد تقديم الملف من طرف الجزائر ودراسته ثم المصادقة عليه من طرف لجنة منظمة اليونسكو للتراث العالمي سنة 2008، وقد عرفت هذه الزاوية إشعاعا روحيا في فترات من الزمن، وكانت مقصد طلاب الروحانيات والتربية الذوقية، وتسعى إلى المحافظة على التراث وتعزيز القيم المجتمعية مثل حسن الضيافة والممارسات الجماعية كالتسابيح، وتلاوة القرآن الكريم، والأغاني والرقصات التقليدية والفلكلورية ولا سيما المبارزات ومسابقات الفروسية. |
| الممارسات والمهارات والمعرفة المرتبطة بمجموعات إمزاد عند الطوارق. |        | تراث مشترك بين جنوب الجزائر وشمالي مالي والنيجر                        | 00891 | 2008        | تم إدراج آلة إمزاد وما يتعلق بها من مهارات ضمن لائحة التراث العالمي الثقافي اللامادي للإنسانية تحت عنوان: الممارسات والمهارات والمعرفة المرتبطة بمجموعات إمزاد عند الطوارق، وتحولت آلة إمزاد إلى رمز إلى موسيقى إمزاد، حيث ارتبطت موسيقى إمزاد بآلة إمزاد ارتباطا جوهريا وثيقا، وقد اعتمدتها اليونيسكو إرثا ثقافيا إنسانيا عالميا، كموسيقى طوارقية بامتياز. حيث تشكل موسيقى الإمزاد وآلتها الموسيقية إحدى مميّزات قبائل الطوارق، وتعزفها النساء على آلة موسيقية أحادية الوتر تُعرَف بالإمزاد. وتجلس العازفة وتضع الآلة على ركبتيها وتعزف عليها باستخدام قوس. وتوفر آلة الإمزاد أنغاما مصاحبة للأشعار أو الأغاني الشعبية التي غالبا ما يؤديها الرجال في المناسبات الاحتفالية في مخيمات الطوارق. وغالبا ما تُعزَف هذه الموسيقى حسب الاعتقاد القديم لإبعاد الأرواح الشريرة، وتخفيف آلام المرضى النفسيين. وتُنقَل وخبرات صناعة الإمزاد من جيل إلى جيل،و تنقل طرق العزف والإنشاد والمعرفة الموسيقية شفهيا من جيل إلى جيل. |
| عادات وطقوس ومراسم السبيبة في واحة جانت بالجزائر.                 |        | واحات جانت بجنوبالجزائر 24°33′18″N 9°29′06″W / 24.555°N 9.485°W        | 00665 | 2008        | هو احتفال تقليدي سنوي يقام بمدينة جانت الجزائرية، وتعتبر تقليدا تراثيا، من أهم المناسبات المحلية العريقة التي تحتفل بها طوارق الصحراء بالجنوب الجزائري، الذي يصادف كل سنة اليوم العاشر من محرم في التقويم الهجري، حيث ترمز هذه المناسبة إلى السلم المدني والسلام والالتحام الاجتماعي، وتعود الاحتفالات إلى قرون عندما تعاقدت قبائل الطوارق في الجنوب الجزائري على الصلح والسلام بين سكان القصرين العتيقين "أزلواز" و"الميهان". وإلى جانب رمزية السلام والالتحام بين قبائل الطوارق، يرى باحثون متخصصون، أن الرقصة تعبر عن حالة من السعادة عندما استطاعت قبيلة الطوارق "آجر" الإنتصار في معركة حاسمة عند تعرضها لخطر تهديدات فرعون مصر. |
| العادات والمهارات الحرفية المرتبطة بزي الزفاف التلمساني           |        | ولاية تلمسان. 34°52′58″N 1°19′00″W / 34.8827758°N 1.3166696°W          | 00668 | 2012        | تم ادراج العادات والتقاليد والمهارات الحرفية المرتبطة بزي الزفاف التقليدي التلمساني، في قائمة اليونسكو للتراث العالمي اللامادي سنة 2012، وعي عادات تقضي بأن ترتدي العروس بحضور أهلها وصديقاتها المدعوات فستاناً تقليدياً من الحرير الذهبي اللون. وتُزين يداها بأنواع مختلفة من نقوش الحناء كتعبير عن الفرح، ثم تأتي امرأة أكبر مسنة، غالبا ما تكون إحدى قرباتها لتساعدها على ارتداء قفطان مخملي مطرز بشكل فني وجمالي وعلى وضع الحلى وتاج مخروطي. وهذه المهارات الحرفية في صناعة هذا النوع من الأزياء الجميلة المرتبطة بزي الزفاف التلمساني المميز والعادات المرتبطة به نقلت من جيل إلى آخر. |

## قوائم متعلقة
- قائمة مواقع التراث العالمي في أفريقيا
- قائمة مواقع التراث العالمي في المغرب العربي
- قائمة مواقع التراث العالمي في الدول العربية
- قائمة مواقع التراث العالمي في المغرب
- قائمة التراث الثقافي اللامادي في الجزائر

### مواضيع متعلقة
- الجزائر
- التراث العالمي
- اليونسكو
- التراث الثقافي غير المادي
- روائع التراث الشفهي اللامادي للإنسانية